# Tầng Oxford
| Hệ/ Kỷ                               | Thống/ Thế   | Tầng/ Kỳ   | Niên đại (Ma) | Niên đại (Ma) |
| ------------------------------------ | ------------ | ---------- | ------------- | ------------- |
| Phấn Trắng                           | Hạ/Sớm       | Berrias    | trẻ/muộn hơn  | trẻ/muộn hơn  |
| Jura                                 | Thượng /Muộn | Tithon     | ~145.0        | 152.1         |
| Jura                                 | Thượng /Muộn | Kimmeridge | 152.1         | 157.3         |
| Jura                                 | Thượng /Muộn | Oxford     | 157.3         | 163.5         |
| Jura                                 | Trung/Giữa   | Callove    | 163.5         | 166.1         |
| Jura                                 | Trung/Giữa   | Bathon     | 166.1         | 168.3         |
| Jura                                 | Trung/Giữa   | Bajocy     | 168.3         | 170.3         |
| Jura                                 | Trung/Giữa   | Aalen      | 170.3         | 174.1         |
| Jura                                 | Hạ/Sớm       | Toarc      | 174.1         | 182.7         |
| Jura                                 | Hạ/Sớm       | Pliensbach | 182.7         | 190.8         |
| Jura                                 | Hạ/Sớm       | Sinemur    | 190.8         | 199.3         |
| Jura                                 | Hạ/Sớm       | Hettange   | 199.3         | 201.3         |
| Trias                                | Thượng /Muộn | Rhaetia    | cổ/sớm hơn    | cổ/sớm hơn    |
| Phân chia Kỷ Jura theo ICS năm 2020. |              |            |               |               |

Tầng Oxford trong niên đại địa chất là kỳ đầu của thế Jura muộn, và trong thời địa tầng học thì nó là bậc dưới cùng của thống Jura trên. Kỳ Oxford tồn tại từ ~ 163.5 Ma đến 157.3 Ma (Ma: Megaannum, triệu năm trước).
Kỳ Oxford kế tục kỳ Callove của thế Jura giữa, và tiếp sau là kỳ Kimmeridge của thế Jura muộn.

## Địa tầng
Tầng Oxford được Alexandre Brongniart đưa ra năm 1829 , lấy tên theo tên thành phố Oxford Anh Quốc. Sau này Alcide Dessalines d'Orbigny thống nhất sử dụng.
Cơ sở xác định đáy tầng Oxford là điểm trong bản ghi địa tầng nơi loài Cúc đá ammonit Brightia thuouxensis xuất hiện lần đầu tiên. Một hồ sơ tham chiếu toàn cầu (GSSP) có trong năm 2009 nhưng đến nay vẫn chưa được chỉ định. Đỉnh của kỳ Oxford (đáy kỳ Kimmeridge) là ở lần xuất hiện đầu tiên của loài ammonit Pictonia baylei.
Trong đại dương Tethys, Oxford chứa sáu đới sinh vật ammonit:
- Đới có Epipeltoceras bimammatum
- Đới có Perishinctes bifurcatus
- Đới có Gregoryceras transversarium
- Đới có Perisphinctes plicatilis
- Đới có Cardioceras cordatum
- Đới có Quenstedtoceras mariae

## Cổ sinh

### Động vật lưỡng cư
| Đơn vị phân loại | Hiện diện | Vị trí                   | Mô tả                                                         | Hình ảnh |
| ---------------- | --------- | ------------------------ | ------------------------------------------------------------- | -------- |
| - Chunerpeton    |           | Trung Quốc               | Một chi nhỏ cryptobranchoid kỳ nhông đã tuyệt chủng.          |          |
| - Gobiops        |           | Trung Quốc; Mông Cổ; Nga | Gobiops desertus là một brachyopid temnospondyl.              |          |
| - Sinobrachyops  |           | Trung Quốc               | Sinobrachyops Embenticephalus là một brachyopid temnospondyl. |          |

### †Choristodera
| Đơn vị phân loại | Hiện diện | Vị trí     | Mô tả | Hình ảnh |
| ---------------- | --------- | ---------- | --- | -------- |
| - Coeruleodraco  |           | Trung Quốc | Một loài bò sát choristoderan nhỏ, Coeruleodraco có ý nghĩa quan trọng là đơn vị phân loại choristodere kỷ Jura hoàn chỉnh nhất từng được tìm thấy trên toàn thế giới. |          |

### †Khủng long chân thằn lằn
| Đơn vị phân loại | Hiện diện     | Vị trí | Mô tả                                                   | Hình ảnh |
| ---------------- | ------------- | ------ | ------------------------------------------------------- | -------- |
| - Jobaria        | Bathon-Oxford |        | Ban đầu được cho là đã sống từ kỳ Hauterive đến Barrême |          |
| - Vouivria       |               |        |                                                         |          |
| - Zigongosaurus  |               |        |                                                         |          |

### †Ornithischia
| Đơn vị phân loại   | Hiện diện         | Vị trí                                      | Mô tả | Hình ảnh |
| ------------------ | ----------------- | ------------------------------------------- | --- | -------- |
| - Chaoyangsaurus   | Oxford? - Tithon? | Chaoyang, Liaoning, Trung Quốc              | Một con khủng long marginocephalian từ kỷ Jura muộn của Trung Quốc, thuộc về Ceratopsia, một nhóm khủng long ăn cỏ chủ yếu có mỏ giống vẹt                                                                                  |          |
| - Chialingosaurus  |                   | Hệ tầng Shaximiao trên, Sichuan, Trung Quốc | Một chi của Stegosauria tương tự như Kentrosaurus |          |
| - Chungkingosaurus |                   | Hệ tầng Shaximiao trên, Sichuan, Trung Quốc | Một trong những stegosaurid có chiều dài 3–4 mét (9,8–13,1 ft), Chungkingosaurus có ít nhất năm gai trên thiết bị định vị của nó. Nó có một hộp sọ khá cao và hẹp cùng những mảng xương lớn và dày.                         |          |
| - Dacentrurus      |                   | Anh Quốc, Pháp, Tây Ban Nha, Bồ Đào Nha     | Một stegosaurid lớn |          |
| - Gongbusaurus     |                   | Hệ tầng Dashanpu, Sichuan, Trung Quốc       | Bằng cách ngoại suy từ phần còn lại của các loài có thể có và các động vật ăn thịt cơ bản khác, nó là một động vật hai chân ăn cỏ có chiều dài khoảng 1,3 đến 1,5 mét (4,3 đến 4,9 ft). Nó sẽ là một động vật chạy mạnh mẽ. |          |
| - Jiangjunosaurus  |                   | Junggar Basin, Tân Cương, Trung Quốc        | Một chi stegosaurid |          |
| - Tuojiangosaurus  |                   | Hệ tầng Shaximiao trên, Sichuan, Trung Quốc | Stegosauria được biết rõ nhất ở Trung Quốc. Nó dài khoảng 7,0 mét (23,0 foot) và cao 2 mét (6,6 foot), với trọng lượng mặc định là khoảng 4 tấn.                                                                            |          |
| - Yinlong          |                   | Hệ tầng Shishugou, Tân Cương, Trung Quốc    | Một loài động vật ăn cỏ nhỏ, chủ yếu là hai chân, dài khoảng 1,2 mét (3,9 foot), là loài ceratopsia cổ nhất và nguyên thủy nhất mà khoa học biết đến.                                                                       |          |

### †Plesiosaurians
| Đơn vị phân loại                                                       | Hiện diện     | Vị trí                   | Mô tả | Hình ảnh |
| ---------------------------------------------------------------------- | ------------- | ------------------------ | --- | -------- |
| - Gallardosaurus                                                       |               | Hệ tầng Jagua, Cuba      | Một pliosaurid. Nó được cho là có liên quan đến loài Peloneustes tương tự nhưng trước đó, nó có thể là một loài pliosaurid có nguồn gốc nhiều hơn liên quan đến Peloneustes lớn hơn cùng thời với nó.                                                                       |          |
| - Liopleurodon - Liopleurodon pachydeirus - "Liopleurodon" grossouvrei |               | Anh Quốc, Pháp           | Liopleurodon là một chi của pliosaurids lớn. "Liopleurodon" grossouvrei, mặc dù được hầu hết các tác giả đồng nghĩa với Pliosaurus andrewsi, có thể là một chi riêng biệt theo đúng nghĩa của nó do có sự khác biệt so với các loài thuộc loại P. andrewsi và Liopleurodon. |          |
| - Megalneusaurus                                                       |               | Hệ tầng Sundance, Hoa Kỳ | Một pliosaurid rất lớn. Nó là một kẻ săn mồi đỉnh trong môi trường của nó. |          |
| - Pantosaurus                                                          |               | Hệ tầng Sundance, Hoa Kỳ | Một loài plesiosauroid cổ dài cỡ trung bình thuộc họ Cryptoclididae. |          |
| - Simolestes                                                           | Bajocy-Tithon |                          | |          |
| - Tatenectes                                                           |               | Hệ tầng Sundance, Hoa Kỳ | Một plesiosauroid cổ dài. |          |
| - Vinialesaurus                                                        |               | Hệ tầng Jagua, Cuba      | Một loài plesiosauroid cổ dài, có kích thước trung bình, từng được coi là một loài có quan hệ họ hàng rất gần Cryptoclidus. |          |

### †Thalattosuchia
| Đơn vị phân loại | Hiện diện           | Vị trí | Mô tả                                                                                            | Hình ảnh |
| ---------------- | ------------------- | ------ | ------------------------------------------------------------------------------------------------ | -------- |
| - Aggiosaurus    | Oxford              | Pháp   | Một metriorhynchid nomen dubium, trong phân họ Geosaurinae.                                      |          |
| - Cricosaurus    | Oxford đến Valangin | Cuba   | Một metriorhynchid thalattosuchian có kích thước trung bình trong bộ tộc Rhacheosaurini.         |          |
| - Thalattosuchus | Callove đến Oxford  | Pháp   | Một loài metriorhynchid thalattosuchian có kích thước trung bình trong phân họ Metriorhynchinae. |          |

### Khủng long chân thú
| Đơn vị phân loại                 | Hiện diện     | Vị trí                                                      | Mô tả | Hình ảnh |
| -------------------------------- | ------------- | ----------------------------------------------------------- | --- | -------- |
| - Afrovenator                    | Bathon-Oxford | Hệ tầng Tiourarén, Agadez Region, Niger                     | Một megalosaur lớn. Ban đầu được cho là đã sống từ kỳ Hauterive đến kỳ Barrême. |          |
| - Eoabelisaurus                  |               | Cañadón Asfalto Basin, Patagonia, Argentina                 | Nó nằm trong số những loài abelisaurs lớn nhất Nam Mỹ. Với sự phát hiện ra Eoabelisaurus, phạm vi thời gian của chi tộc này đã được mở rộng hơn 40 triệu năm vào kỷ Jura giữa. |          |
| - Eustreptospondylus             |               | Oxford Clay, Anh Quốc                                       | Họ hàng cao 20 foot của Megalosaurus, sống cách đây 162-154 Ma |          |
| - Limusaurus                     |               | Hệ tầng Shishugou, Junggar Basin vùng Tân Cương, Trung Quốc | Một elaphrosaurine ceratosaur từ Trung Quốc có chiều dài khoảng 1,7 mét (5 ft 7 in). |          |
| - Metriacanthosaurus             |               | Oxford Clay, Anh Quốc                                       | Metriacanthosaurus là một loài động vật chân thú cỡ trung bình có trọng lượng khoảng 1 tấn và chiều dài 8 mét (26,2 feet). Nhiều khả năng là một allosauroid có liên quan chặt chẽ với Yangchuanosaurus đương thời. |          |
| - Monolophosaurus                |               | Hệ tầng Shishugou, Wucaiwan Member, Tân Cương, Trung Quốc   | Monolophosaurus là động vật chân thú tetanuran cơ bản có kích thước trung bình, dài ít nhất 5 mét (16 foot). Nó có một cái đỉnh kỳ lạ, độc đáo trên đầu, chạy gần hết chiều dài của hộp sọ. |          |
| - Sinraptor                      |               | Hệ tầng Shishugou, Junggar Basin vùng Tân Cương, Trung Quốc | Động vật chân thú metriacanthosaurid lớn. |          |
| - Spinostropheus                 | Bathon-Oxford | Hệ tầng Tiourarén, Agadez Region, Niger                     | Một ceratosaurian có kích thước trung bình. |          |
| - Streptospondylus               |               | Marnes de Dives, Vaches Noires, Normandy                    | Một con khủng long chân thú tetanuran cỡ trung bình với chiều dài ước tính là 6 mét và nặng 500 kg. Có thể là megalosaur nhưng phần còn lại của nó quá rời rạc để có thể phân loại một cách chắc chắn. |          |
| - Szechuanosaurus                |               | Hệ tầng Shaximiao trên, Sichuan, Trung Quốc                 | Neotheropod của những mối quan hệ không rõ ràng. Các mẫu vật cũ hơn được chỉ định trước đây được chuyển cho Yangchuanosaurus, là Yangchuanosaurus zigongensis. |          |
| - Yangchuanosaurus shangyouensis |               | Hệ tầng Shaximiao trên, Sichuan, Trung Quốc                 | Một con metriacanthosaurid khủng long lớn. Mẫu vật loại Yangchuanosaurus shangyouensis dài khoảng 7 mét (23 foot) với hộp sọ dài khoảng 80 cm (31 in) . Một mẫu vật khác, ban đầu được gán cho loài mới "Y. magnus", thậm chí còn lớn hơn, dài tới 10 mét (33 foot) với hộp sọ lên tới 1 mét (3,3 foot). Có một núm hình xương trên mũi của nó và nhiều sừng và đường gờ, tương tự như Ceratosaurus. Nó có một cái đuôi khổng lồ dài bằng một nửa chiều dài của nó. |          |

#### Khủng long đuôi rỗng
| Đơn vị phân loại | Hiện diện               | Vị trí                                                                   | Mô tả | Hình ảnh |
| ---------------- | ----------------------- | ------------------------------------------------------------------------ | --- | -------- |
| - Anchiornis     |                         | Hệ tầng Tiaojishan, Liaoning, Trung Quốc                                 | Lúc đầu, một anchiornithid được cho là một troodont. Với sự bảo tồn tinh tế của một trong những hóa thạch của mẫu vật đầu tiên, Anchiornis trở thành loài khủng long đầu tiên có thể xác định được gần như toàn bộ màu sắc của cuộc sống. |          |
| - Ambopteryx     | Callove-Oxford          | Liaoning, Trung Quốc                                                     | Ambopteryx là một chi của scansoriopterygid động vật chân đốt. Nó là loài khủng long thứ hai, sau Yi, được tìm thấy với cả lông và cánh màng giống dơi. |          |
| - Aorun          | Callove-Oxford          | Hệ tầng Shishugou, Tân Cương, Trung Quốc                                 | Một tyrannoraptoran cơ bản không xác định, có thể là alvarezsaur, tối đa là 1 mét (3,3 foot) dài và nặng 2 kilôgam (4,4 pound). |          |
| - Aurornis       |                         | Hệ tầng Tiaojishan, Liaoning, Trung Quốc                                 | Một anchiornithid động vật chân đốt, dài khoảng nửa mét. Có thể là loài khủng long avialan cơ bản nhất được biết đến cho đến nay. |          |
| - Caihong        |                         | Hệ tầng Tiaojishan, Hebei, Trung Quốc                                    | Một động vật chân thú paravian nhỏ, rất có thể là anchiornithid. Loại holotype của nó, một cá thể trưởng thành, bao gồm một bộ xương khớp hoàn chỉnh được nén trên một phiến và phiến với các mô mềm và phần còn lại thực tế rộng rãi (thay vì dấu ấn) của bộ lông đã được bảo tồn, bao gồm các cấu trúc nano được hiểu là melanosomes. Tình trạng bảo quản tuyệt vời của hóa thạch cho phép tái tạo chính xác hình dáng sống của nó đến từng chi tiết như độ che phủ của bộ lông và thậm chí cả màu sắc của nó, bao gồm cả ánh kim. |          |
| - Eosinopteryx   |                         | Hệ tầng Tiaojishan, Liaoning, Trung Quốc                                 | Một anchiornithid nhỏ, lúc đầu được cho là troodont, được biết đến từ một mẫu vật đơn lẻ của bộ xương gần như hoàn chỉnh của cá thể trưởng thành. |          |
| - Epidexipteryx  |                         | Daohugou Beds, Mông Cổ, Trung Quốc                                       | Epidexipteryx là một chi khủng long paravian nhỏ trong họ Scansoriopterygidae. |          |
| - Haplocheirus   |                         | Hệ tầng Shishugou, Junggar Basin vùng Tân Cương, Trung Quốc              | Một con alvarezsaur cơ bản là thành viên xác định lớn nhất được biết đến của siêu họ, dài khoảng 2 mét và là một trong những loài lâu đời nhất. |          |
| - Guanlong       |                         | Hệ tầng Shishugou, Tân Cương, Trung Quốc                                 | Proceratosaurid là một trong những khủng long bạo chúa sớm nhất, khoảng 3 mét (9,8 foot). Nó có một cái mào lớn đặc biệt trên đầu, một đặc điểm được thấy ở nhiều loài khủng long bạo chúa nguyên thủy. |          |
| - Xiaotingia     |                         | Khu vực Linglongta, Jianchang, Hệ tầng Tiaojishan, Liêu Ninh, Trung Quốc | Một loài paravian theropod, có thể là anchiornithid, dài khoảng 60 cm và nặng chưa đầy một kg. Nó có lông trên đầu, thân, chi trước và chi sau. |          |
| - Yi             |                         | Hệ tầng Tiaojishan, Hebei, Trung Quốc                                    | Yi là một chi khủng long scansoriopterygid. Nó là loài khủng long đầu tiên được tìm thấy có cả lông và cánh màng giống dơi. |          |
| - Zuolong        | Oxford - Kimmeridge sớm | Hệ tầng Shishugou, Junggar Basin vùng Tân Cương, Trung Quốc              | Zuolong là một coelurosaurian nguyên thủy, có thể là nguyên thủy nhất được biết đến. Ước tính dài 3 mét (9,8 ft) và nặng 60 kg, mẫu vật được biết có thể là của một con vật chưa thành niên và khá hoàn chỉnh. |          |

### Động vật chân đầu
| Đơn vị phân loại | Hiện diện | Vị trí | Mô tả | Hình ảnh |
| ---------------- | --------- | ------ | ----- | -------- |
| - Produvalia     |           |        |       |          |
| - Somalinautilus |           |        |       |          |